# Scinax nasicus
Espèce
Synonymes
- Hyla nasica Cope, 1862
- Hyla nigra Cope, 1887
- Hylella anisitsi Méhelÿ, 1904

Statut de conservation UICN

 LC  : Préoccupation mineure
Scinax nasicus est une espèce d'amphibiens de la famille des Hylidae.

## Répartition
Cette espèce se rencontre jusqu'à 1 000 m d'altitude, :
- au Paraguay ;
- dans le Nord et le centre de l'Argentine ;
- en Uruguay ;
- dans l'est de la Bolivie ;
- dans le sud du Brésil.

## Publication originale
- Cope, 1862 : Catalogues of the Reptiles Obtained during the Explorations of the Parana, Paraguay, Vermejo and Uraguay Rivers, by Capt. Thos. J. Page, U. S. N.; And of Those Procured by Lieut. N. Michler, U. S. Top. Eng., Commander of the Expedition Conducting the Survey of the Atrato River. Proceedings of the Academy of Natural Sciences of Philadelphia, vol. 14, p. 346-359 & 594 (texte intégral).